# Nora Hirano
Chiaki Hirano (平野 千秋 Hirano Chiaki?,  Tokio, Japón, 20 de octubre de 1978), conocida por su nombre artístico de Nora Hirano (平野 ノラ Hirano Nora?), es una actriz y comediante japonesa, afiliada a Watanabe Entertainment. Hirano es conocida por su personaje cómico de una mujer de los años 90.

## Filmografía

### Televisión
| Año  | Título                                                             | Cadena   | Notas                                                               | Referencias |
| ---- | ------------------------------------------------------------------ | -------- | ------------------------------------------------------------------- | ----------- |
| 2012 | Waratte Iitomo!                                                    | Fuji TV  | Apareció en "Air Performance Ō Kettei-sen"                          |             |
| 2014 | Zenryaku, Daitoku-san                                              | CTV      |                                                                     |             |
| 2014 | Onegai! Morning                                                    | TV Asahi | "15-byō de Megasameru Ippatsu Gag Ranking"; apariciones ocasionales |             |
| 2014 | Cream Nanchara                                                     | TV Asahi |                                                                     |             |
| 2014 | Monomane Grand Prix                                                | NTV      |                                                                     | [ 4 ] [ 5 ] |
| 2014 | Akeru na Kiken                                                     | TBS      |                                                                     |             |
| 2015 | Un Nan Kyokugen Neta Battle! The Iromonea Warawa setara 100 man-en | TBS      |                                                                     |             |
| 2015 | Onegai! Ranking                                                    | TV Asahi |                                                                     |             |
| 2015 | GNN: Geinin News Network                                           |          | Apareció en el cuarto, quinto y sexto "Sugu Iu Ōzakettei-sen"       |             |
| 2015 | Masakame TV                                                        | NHK-G    |                                                                     |             |
| 2015 | Hayadoki!                                                          | TBS      |                                                                     |             |
| 2015 | Tonpachi Audrey                                                    | Fuji TV  |                                                                     |             |
| 2015 | Guruguru Ninety Nine                                               | NTV      |                                                                     |             |
| 2015 | Sweet Den of Premiere                                              | Fuji TV  |                                                                     |             |
| 2016 | Sakurai Ariyoshi Abunai Yakai                                      | TBS      |                                                                     |             |
| 2016 | Tensai Bakabon: Kazoku no Kizuna                                   | NTV      | Clienta del café                                                    |             |
| 2016 | Chō Hamaru! Bakushō Chara Parade                                   | Fuji TV  |                                                                     |             |
| 2016 | Honnou Z                                                           | CBC      |                                                                     |             |
| 2016 | All-Star Thanksgiving '16 Aki                                      | TBS      |                                                                     |             |
| 2016 | SMAP×SMAP                                                          | Fuji TV  |                                                                     |             |

### Otros
DVD
| Año  | Título                                                                                             |
| ---- | -------------------------------------------------------------------------------------------------- |
| 2014 | Untouchable Shibata no "Warota wwww": Chōzetsu omoshiroi no ni Mattaku Shira re tenai Geinin-tachi |

## Discografía

### Sencillos
| Año  | Título                             | Ref.  |
| ---- | ---------------------------------- | ----- |
| 2016 | "OK! Bubbly!! feat. Bubbly Minako" | [ 6 ] |

### DVD
| Año  | Título                            | Notas                   | Ref.  |
| ---- | --------------------------------- | ----------------------- | ----- |
| 2015 | Bubble wa, soko made Kite iru Zo! | Primer DVD en solitario | [ 7 ] |